# Etzwilen
Etzwilen ist eine Ortschaft im Kanton Thurgau in der Schweiz. Etzwilen gehört seit 1995 zur politischen Gemeinde Wagenhausen im Bezirk Frauenfeld.
Etzwilen liegt am nördlichen Hangfuss des Stammerbergs zwischen Wagenhausen und Schlattingen. Von 1803 bis 1995 gehörte Etzwilen zur Ortsgemeinde Kaltenbach in der Munizipalgemeinde Wagenhausen.

## Geschichte
Ein Metalldetektorgänger entdeckte 2023 auf dem Tättebüel (Berg) in Etzwilen den Spätbronzezeitlichen Hortfund von Wagenhausen-Etzwilen.

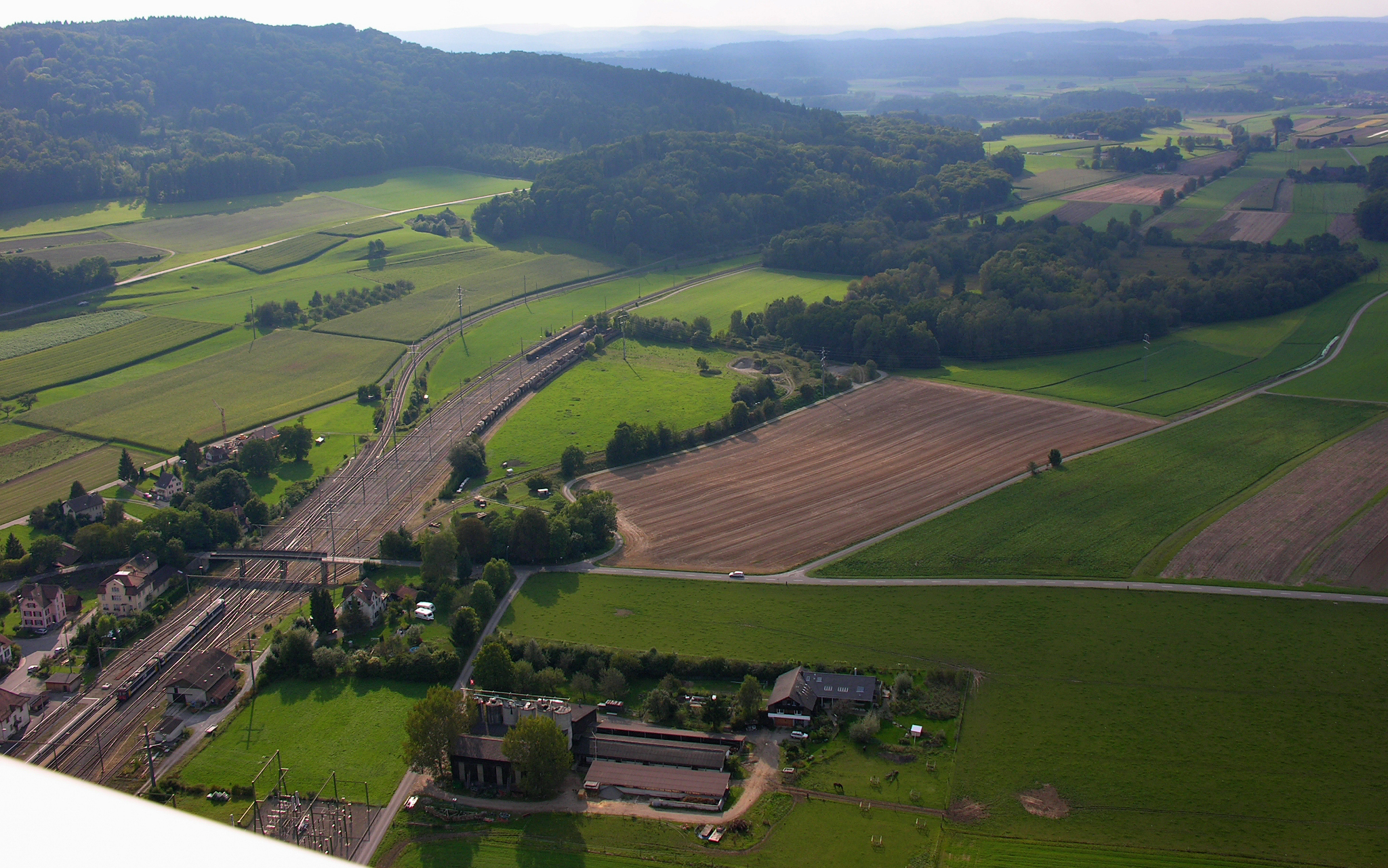
Ausgedehnte und heute ungenutzte Gleisanlagen

Etzwilen wurde 888 als Zezinwilare erstmals erwähnt. Etzwilen lag in der Herrschaft Wagenhausen, die vor 1798 der Stadt Stein am Rhein gehörte. Offnungen stammen aus 1491 und 1552. Kirchlich zählte Etzwilen stets zur Pfarrei Burg (Stein am Rhein).
Bis Ende des 19. Jahrhunderts war Etzwilen ein unbedeutendes Dorf mit Milchwirtschaft, Obstbau und Torfabbau. Mit der Eröffnung der Eisenbahnlinien Winterthur–Etzwilen–Singen 1875 und Schaffhausen–Kreuzlingen 1895 gewann der Bahnhof Etzwilen eine bescheidene Bedeutung als regionaler Verkehrsknotenpunkt; und bis 1920 entstand in Folge dieses Strukturwandels auch ein Bahnhofquartier. Mit dem Rückgang der wirtschaftlichen Bedeutung der Bahnlinien – 1998 wurde das Personal von der Station Etzwilen abgezogen – wurde Etzwilen zur ländlichen Wohnsiedlung mit einem überdimensionierten Bahnhof.

## Bilder

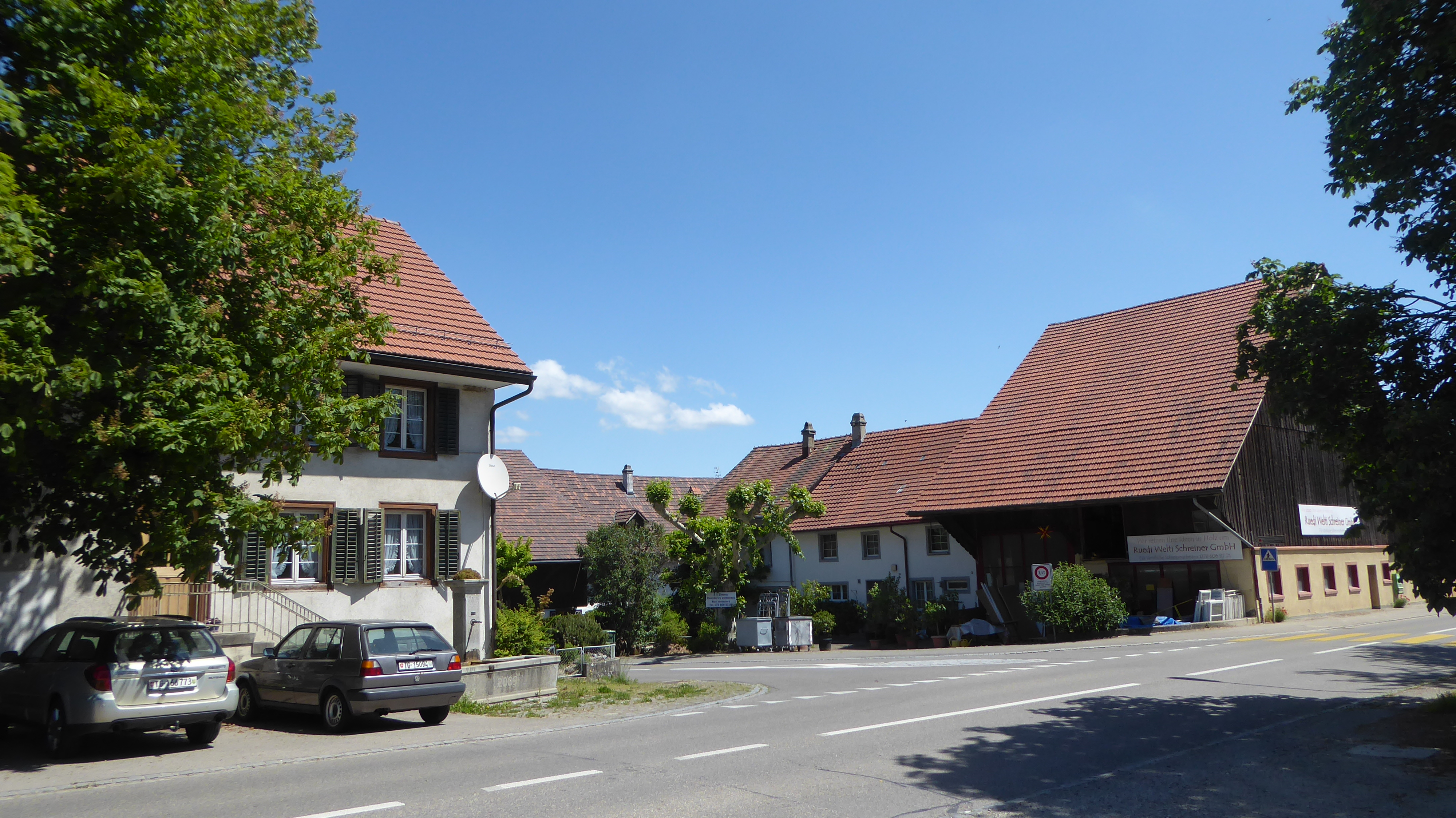
Hauptstrasse
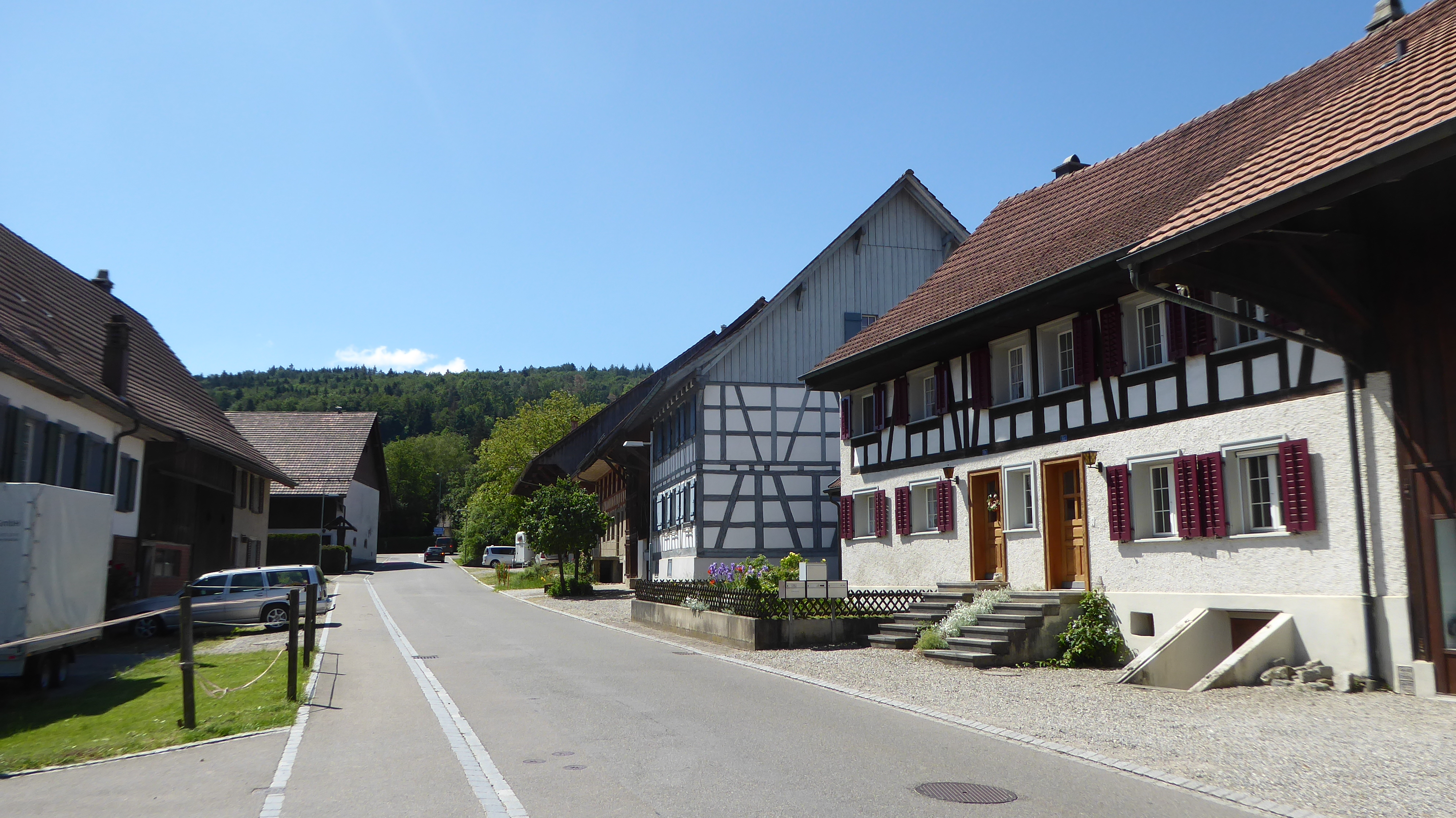
Bahnhofstrasse
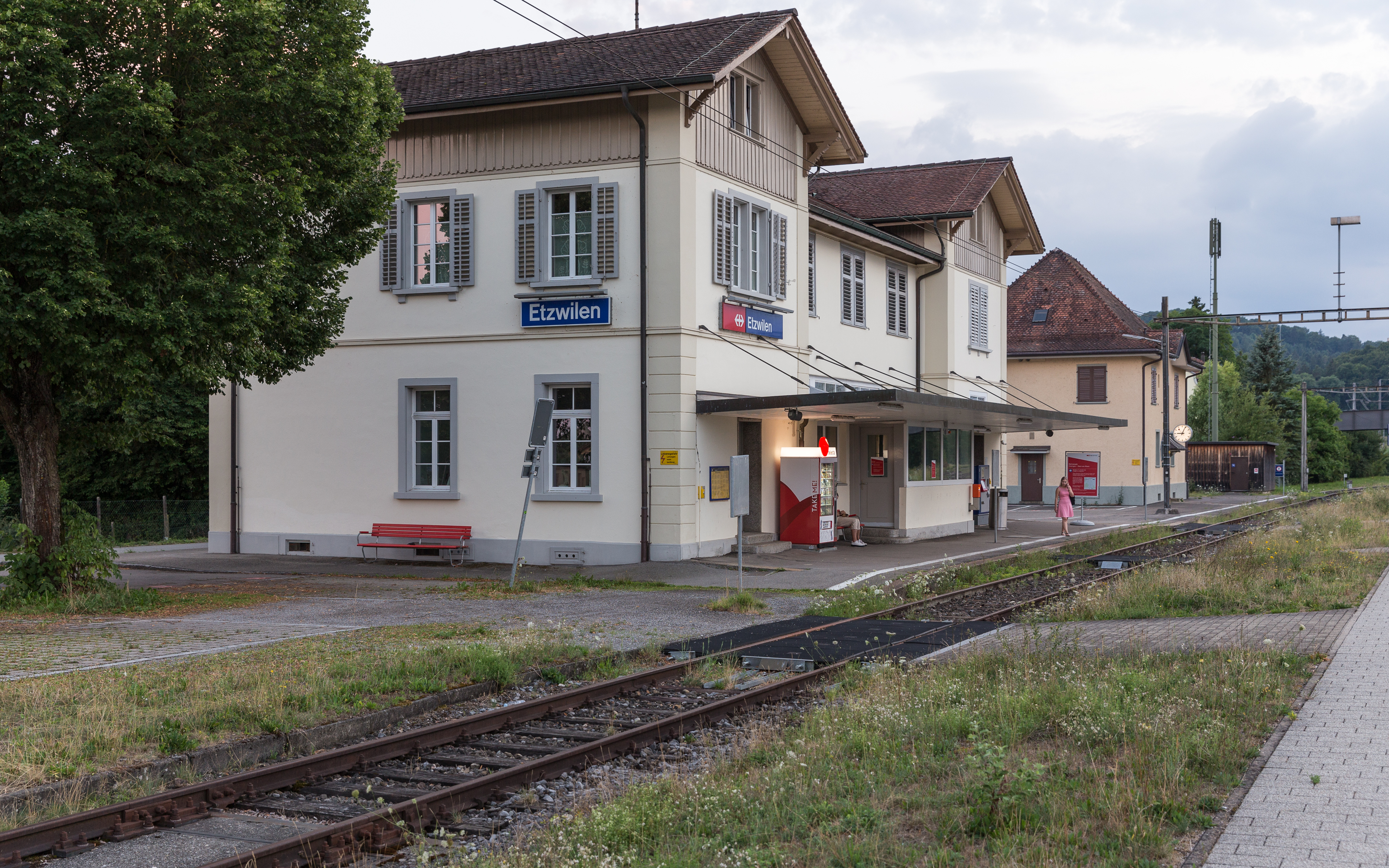
Bahnhof